# Home (Daughtry)
Home is een nummer van de Amerikaanse rockband Daughtry uit 2007. Het is de tweede single van hun debuutalbum Daughtry.
Het nummer haalde de 5e positie in de Amerikaanse Billboard Hot 100, en in de Nederlandse Top 40 de 18e. Buiten de VS, Canada en Nederland werd het nummer geen hit.